# Édouard Aynard
Pour les articles homonymes, voir Aynard.
Mathieu dit Édouard Aynard (Lyon, 1er janvier 1837 - Paris, 25 juin 1913) est un banquier et un homme politique lyonnais, catholique et libéral, ancien député du Rhône et grand mécène.

## Biographie

### Jeunesse et études
Il effectue ses études au collège d'Oullins et en Angleterre.

### Parcours professionnel
Il est associé aux affaires financières, industrielles et économiques de son père, Pierre François Aynard, banquier à Lyon.
Succédant à son père en tant que chef de la Maison Aynard et fils, fabrique de draps militaires puis maison de banque en 1857, il ouvre une agence à Londres en s'associant à Alphonse Rüffer en 1871. Cette branche devient Maison A. Ruffer & Sons en 1886. Il devient administrateur de la succursale de la Banque de France à Lyon du 10 janvier 1867 au 31 décembre 1890, régent de la Banque de France (VIIe Siège du 29 janvier 1891 jusqu'à son décès) et président de la Chambre de commerce en 1889.
Il est promu officier de la Légion d'honneur en 1889.
Il prend part à la fondation du musée historique des tissus de Lyon, de la « Société des amis de l'Université » et de l'École supérieure de commerce et de tissage. 
Il est membre, à Paris, du conseil d'administration de l'École libre des sciences politiques. Il vote en faveur de la création d'un cours sur le socialisme, qui est confié à Élie Halévy.
Conseiller municipal de Lyon, il est député de la 8e circonscription de Lyon de 1889 à 1913 comme républicain progressiste.
Amateur d'art et mécène, il contribue à enrichir les collections des musées lyonnais, dont il préside le commission d'acquisition et le conseil d'administration (ainsi que celui de l'École des beaux-arts de Lyon). Il est le donateur, au musée des beaux-arts de Lyon, de onze œuvres islamiques.
Il achète l'Abbaye Notre-Dame de Fontenay (21) et la fait restaurer. Il s'y marie le 29 avril 1862 avec Rose Pauline de Montgolfier, petite-fille de Marc Seguin.
- Importante activité dans les musées de la ville de Lyon : président de la commission d'acquisition des musées de la ville de Lyon à partir de 1878 et donateur, au musée des beaux-arts de Lyon, de onze œuvres islamiques. Créateur du musée historique des tissus de Lyon[4].

Portrait d'Édouard Aynard

Il est élu membre libre de l'Académie des beaux-arts et membre de l'Académie des sciences morales et politiques.
Il est l'un des membres d'honneur de la Société Nationale des Beaux Arts en 1913.
Il décède d'une attaque d'apoplexie dans la Salle des Pas Perdus du Palais Bourbon, à Paris, le 25 juin 1913. La cérémonie a lieu le 28 juin 1913, à 10h, en l'église Saint-Charles-de-Monceau, 8 rue Legendre, et l'inhumation a lieu dans le caveau de famille à Écully (69).

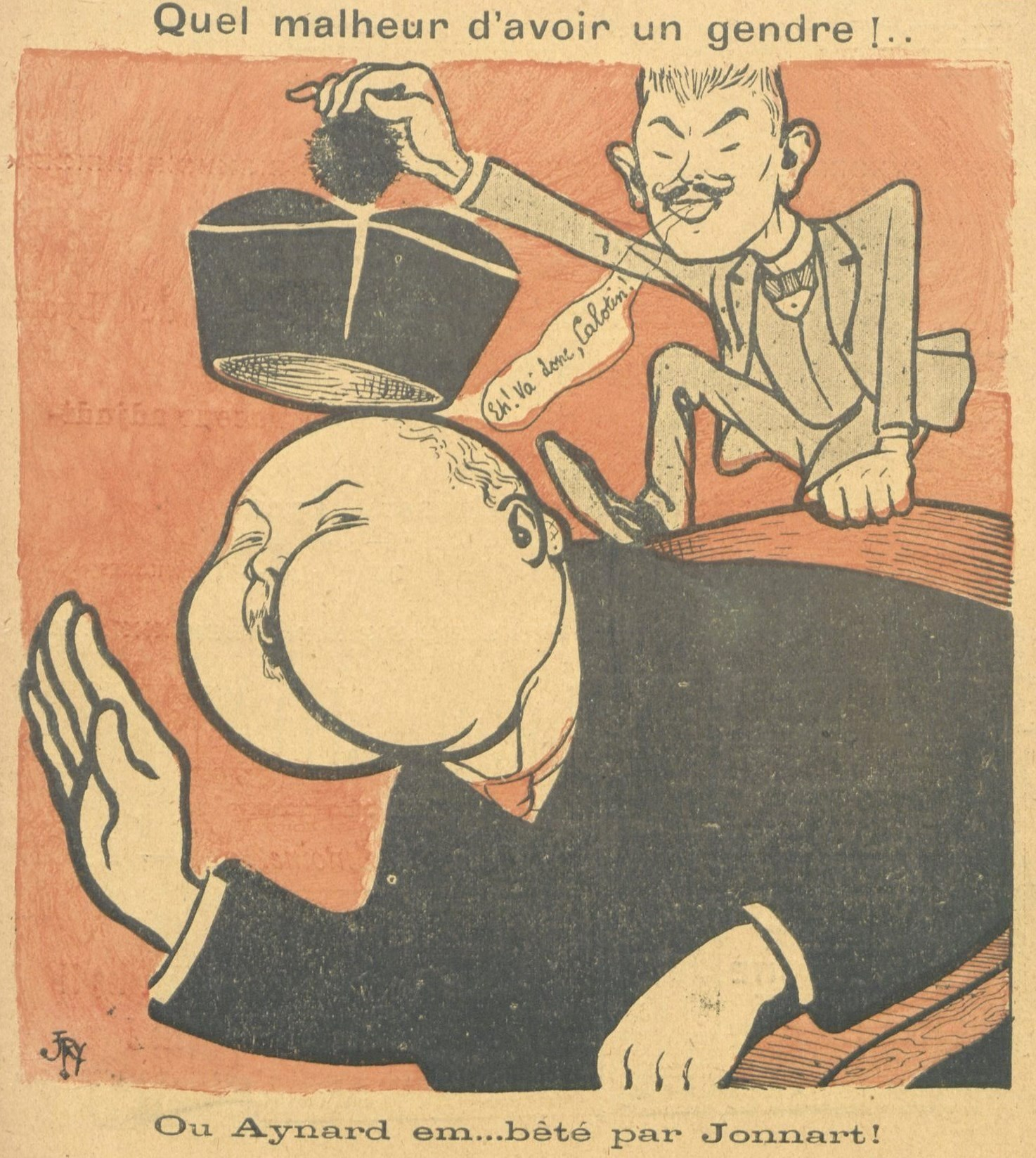
Caricature représentant Aynard et son gendre Jonnart (La Comédie politique, 23 octobre 1902)

Il est le père de Francisque Aynard, son successeur, et de Joseph Aynard, le beau-père de Charles Jonnart et le grand-père de la designer française Andrée Putman.

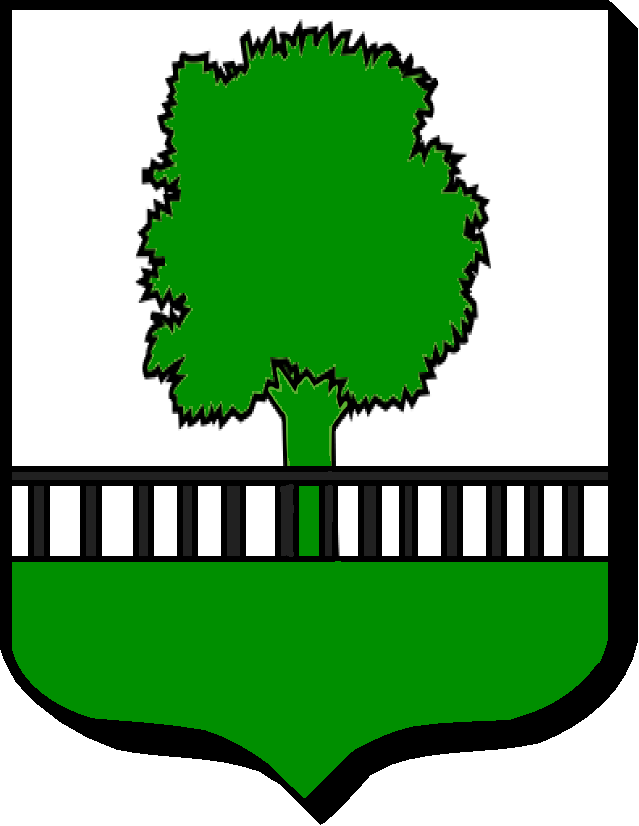
Blason de la famille Aynard.

## Distinctions
- Officier de la Légion d'honneur (1889)

## Œuvres
- L'industrie lyonnaise de la soie au point de vue de l'art et de l'enseignement technique, Lyon, 1883
- Discours, prononcés à la Chambre des Députés pendant la législature de 1889 à 1893, Plon, Nourrit, 1894
- La liberté de l'enseignement devant la Chambre, A. Colin, 1900
- Discours prononcé par Édouard Aynard à la Chambre des députés le 20 mars 1901, Imprimerie des journaux officiels, Paris, 1901
- L'abbé Camille Rambaud de Lyon : sa vie, ses œuvres sociales (préface), Cumin & Masson, 1907